# Handball aux Jeux africains de 1978
Navigation
Lagos 1973 Nairobi 1987
La compétition de handball aux Jeux africains de 1978 a lieu du 13 au 28 juillet 1978 à la Salle Harcha Hassen et à La Coupole, à Alger en Algérie.
Deux tournois, masculin et féminin, ont lieu ; le handball féminin fait sa première apparition dans le programme des Jeux africains.
Chez les hommes, l'Algérie bat en finale la Tunisie. Le tournoi féminin est remporté par l'Algérie qui bat en finale le Cameroun.

## Tournoi masculin

### Équipes qualifiées
- Algérie (Pays hôte)
- Tunisie (Zone I)
- Sénégal (Zone II)
- Côte d'Ivoire (Zone II)
- Bénin (Zone IV)
- Égypte (Zone V)
- Cameroun (Zone VI)
- Madagascar (Zone VII)

### Effectifs
- Algérie : Fayçal Hachemi (gardien), Ahmed Farfar (gardien), Tsabet, Farouk Bouzerar, Akachat,  Yahia Benhamouda, Mouloud Mokhnache, Ahcene Djeffal, Lounès Amara, Driss Lamdjadani, Benabdallah, Sayed, Khiati, Azzedine Bouzerar. Sélectionneurs :  Erwin Kaldarasch (de) et Hassan Khodja[1].

### Résultats

#### Phase de groupes
- Qualifiée pour la phase finale
- Éliminé
- Forfait

Le classement et les résultats du Groupe A sont :
|   | Équipe   | Pts | J | G | N | P | Bp | Bc | Diff |
| - | -------- | --- | - | - | - | - | -- | -- | ---- |
| 1 | Algérie  | 4   | 2 | 2 | 0 | 0 | 48 | 31 | 17   |
| 2 | Cameroun | 2   | 2 | 1 | 0 | 1 | 37 | 41 | -4   |
| 3 | Sénégal  | 0   | 2 | 0 | 0 | 2 | 31 | 44 | -13  |

La Côte d'Ivoire, qui devait évoluer dans le groupe A, a déclaré forfait avant le début du tournoi.
| Date         | Équipe 1 | Score   | Équipe 2 |
| ------------ | -------- | ------- | -------- |
| juillet 1978 | Algérie  | 23 – 15 | Sénégal  |
| juillet 1978 | Cameroun | 21 – 16 | Sénégal  |
| juillet 1978 | Algérie  | 25 – 16 | Cameroun |

Le classement et les résultats du Groupe B sont :
|   | Équipe     | Pts | J | G | N | P | Bp | Bc | Diff |
| - | ---------- | --- | - | - | - | - | -- | -- | ---- |
| 1 | Tunisie    | 6   | 3 | 3 | 0 | 0 | 79 | 49 | 30   |
| 2 | Égypte     | 4   | 3 | 2 | 0 | 1 | 50 | 30 | 20   |
| 3 | Madagascar | 2   | 3 | 1 | 0 | 2 | 36 | 47 | -11  |
| 4 | Bénin      | 0   | 3 | 0 | 0 | 3 | 43 | 82 | -39  |

| Date         | Équipe 1   | Score   | Équipe 2   |
| ------------ | ---------- | ------- | ---------- |
| juillet 1978 | Madagascar | 18 – 16 | Bénin      |
| juillet 1978 | Tunisie    | 18 – 16 | Égypte     |
| juillet 1978 | Égypte     | 34 – 12 | Bénin      |
| juillet 1978 | Tunisie    | 31 – 18 | Madagascar |
| juillet 1978 | Tunisie    | 30 – 15 | Bénin      |
| juillet 1978 | Égypte     | bat     | Madagascar |

La compétition est marquée par le retrait avant la fin de ces Jeux de toute la délégation égyptienne (cf. Jeux africains de 1978#Incidents). L'équipe d'Égypte, qualifiée pour les demi-finales, se retire donc du tournoi et laisse sa place aux Malgaches.

#### Phase finale
|  | Demi-finales | Demi-finales |                        |    | Finale       | Finale       |
|  | Demi-finales | Demi-finales |                        |    | Finale       | Finale       |
|  |              |              |                        |    |              |              |
|  | juillet 1978 | juillet 1978 |                        |    | juillet 1978 | juillet 1978 |
|  | juillet 1978 | juillet 1978 |                        |    | juillet 1978 | juillet 1978 |
|  | Algérie      | 28           |                        |    | juillet 1978 | juillet 1978 |
|  | Algérie      | 28           |                        |    | juillet 1978 | juillet 1978 |
|  | Madagascar   | 14           |                        |    | juillet 1978 | juillet 1978 |
|  | Madagascar   | 14           | Algérie                | 20 |              |              |
|  | juillet 1978 |              | Algérie                | 20 |              |              |
|  |              | Tunisie      | 13                     |    |              |              |
|  | Tunisie      | Tunisie      | 13                     | 21 |              |              |
|  | Tunisie      |              |                        | 21 |              |              |
|  | Cameroun     | 18           |                        |    |              |              |
|  | Cameroun     | 18           | Match pour la 3e place |    |              |              |
|  |              |              |                        |    |              |              |
|  | juillet 1978 |              |                        |    |              |              |
|  |              |              |                        |    |              |              |
|  | Cameroun     | 36           |                        |    |              |              |
|  | Cameroun     | 36           |                        |    |              |              |
|  | Madagascar   | 20           |                        |    |              |              |
|  | Madagascar   | 20           |                        |    |              |              |

## Tournoi féminin

### Équipes qualifiées
- Algérie (Pays hôte)
- Tunisie (Zone I)
- Pas d'équipe de la Zone II
- Côte d'Ivoire (Zone III)
- Nigeria (Zone IV)
- Égypte (Zone V)
- Cameroun (Zone VI)
- Pas d'équipe de la Zone VII

### Effectifs
- Algérie : Habili Rachida (gardien), Boualear, Zhor Guidouche (capitaine), Maghmoul, Douadi, Sahed, Benabdallah, Amalou Soraya , Benhiouani, Kessouar, Benhamouda Salima , Zidani, Abassia Belabbès, Guerfa. Sélectionneurs : Djoudi[1] .

### Résultats

#### Phase de groupes
- Qualifiée pour la phase finale
- Éliminé

|   | Équipe        | Pts | J | G | N | P | Bp | Bc | Diff |
| - | ------------- | --- | - | - | - | - | -- | -- | ---- |
| 1 | Algérie       | 4   | 2 | 2 | 0 | 0 | 31 | 21 | 10   |
| 2 | Côte d'Ivoire | 2   | 2 | 1 | 0 | 1 | 28 | 30 | -2   |
| 3 | Nigeria       | 0   | 2 | 0 | 0 | 2 | 21 | 29 | -8   |

| Date         | Équipe 1      | Score   | Équipe 2      |
| ------------ | ------------- | ------- | ------------- |
| juillet 1978 | Algérie       | 14 – 8  | Nigeria       |
| juillet 1978 | Algérie       | 17 – 13 | Côte d'Ivoire |
| juillet 1978 | Côte d'Ivoire | 15 – 13 | Nigeria       |

|   | Équipe   | Pts | J | G | N | P | Bp | Bc | Diff |
| - | -------- | --- | - | - | - | - | -- | -- | ---- |
| 1 | Tunisie  | 3   | 2 | 1 | 1 | 0 | 25 | 17 | 8    |
| 2 | Cameroun | 3   | 2 | 1 | 1 | 0 | 26 | 23 | 3    |
| 3 | Égypte   | 0   | 2 | 0 | 0 | 2 | 14 | 25 | -11  |

| Date         | Équipe 1 | Score   | Équipe 2 |
| ------------ | -------- | ------- | -------- |
| juillet 1978 | Tunisie  | 12 – 4  | Égypte   |
| juillet 1978 | Cameroun | 13 – 10 | Égypte   |
| juillet 1978 | Tunisie  | 13 – 13 | Cameroun |

#### Phase finale
|  | Demi-finales  | Demi-finales |                        |    | Finale       | Finale       |
|  | Demi-finales  | Demi-finales |                        |    | Finale       | Finale       |
|  |               |              |                        |    |              |              |
|  | juillet 1978  | juillet 1978 |                        |    | juillet 1978 | juillet 1978 |
|  | juillet 1978  | juillet 1978 |                        |    | juillet 1978 | juillet 1978 |
|  | Algérie       | 9            |                        |    | juillet 1978 | juillet 1978 |
|  | Algérie       | 9            |                        |    | juillet 1978 | juillet 1978 |
|  | Tunisie       | 8            |                        |    | juillet 1978 | juillet 1978 |
|  | Tunisie       | 8            | Algérie                | 17 |              |              |
|  | juillet 1978  |              | Algérie                | 17 |              |              |
|  |               | Cameroun     | 12                     |    |              |              |
|  | Cameroun      | Cameroun     | 12                     | 14 |              |              |
|  | Cameroun      |              |                        | 14 |              |              |
|  | Côte d'Ivoire | 12           |                        |    |              |              |
|  | Côte d'Ivoire | 12           | Match pour la 3e place |    |              |              |
|  |               |              |                        |    |              |              |
|  | juillet 1978  |              |                        |    |              |              |
|  |               |              |                        |    |              |              |
|  | Tunisie       | 19           |                        |    |              |              |
|  | Tunisie       | 19           |                        |    |              |              |
|  | Côte d'Ivoire | 6            |                        |    |              |              |
|  | Côte d'Ivoire | 6            |                        |    |              |              |

L'Algérie est ainsi qualifiée pour le Championnat du monde 1978.